# Kraus
Kraus je priimek več znanih oseb:
- Alfredo Kraus, španski operni pevec, tenorist (1927—1999)
- Avgust Kraus, nemški kipar (1868—1934)
- Edi Kraus (*1956), italijansko-slovenski (zamejski) podjetnik in menedžer
- Franz Kraus, avstrijski raziskovalec Krasa in jamar (1834—1897)
- Friedrich Kraus, avstrijsko-nemški zdravnik in profesor (1858—1936)
- Franz Xaver Kraus, nemški  teolog in arheolog (1840—1901)
- Gregor Melchior Kraus, nemški slikar (1737—1806)
- Greta Kraus-Aranicki, hrvaška igralka (1897—1956)
- Herbert Kraus, nemški general (1910—1970)
- Joseph Martin Kraus, nemški skladatelj (1756—1792)
- Jožef Kraus, redovnik (1678—1718)
- Karl Kraus, avstrijski pisatelj, pisatelj in kritik (1874—1936)
- Michal Kraus, češki rokometaš (* 1979)
- Oskar Kraus, profesor nemške univerze v Pragi (1872—1942)
- Em(ilij)a Lucija Cecilija Viktorija Kraus) (1785—1845), Napoleonova metresa, po rodu iz Idrije
- Werner Kraus, avstrijski poslovnež (* 1942)